# Emanuel Pogatetz
Emanuel Pogatetz, född 16 januari 1983 i Graz, är en österrikisk före detta fotbollsspelare.
Pogatetz spelade som försvarare. Han var under vårsäsongen 2013 utlånad till West Ham United från det tyska laget VfL Wolfsburg. Han spelade sedermera för Columbus Crew.
Pogatetz debuterade i Österrikes landslag 2002 och representerade Österrike i fotbolls-EM 2008 där han spelade samtliga tre gruppspelsmatcher.